# Ellen Pompeo
Ellen Kathleen Pompeo (Everett, Massachusetts, 1969. november 10. –) amerikai színésznő. 
Leginkább A Grace klinika című drámasorozatból, Dr. Meredith Grey szerepében ismert, mellyel Golden Globe-díjra jelölték.

## Gyermekkora
A Massachusetts állami Everettben született, Joseph és Kathleen Pompeo lányaként. Apja eladóként dolgozott. Az ír és olasz származású Pompeo római katolikusként nevelkedett. Nagyapja egy Gesualdo nevű faluban, az olaszországi Avellino megyében született. Anyja fájdalomcsillapító-túladagolásban halt meg, amikor Ellen négyéves volt. Öt testvére van, akik mind idősebbek nála. Olyan becenevei voltak, mint „A ceruza” és „Sztracsatella”.

## Pályafutása
1996-ban fedezték fel, amikor csapos volt a SoHo Bar & Grillben a New York-i Upper West Side-on. Ezután szerepelt a Citibank és a L’Oréal reklámjaiban. A karrierjét vendégszerepekkel kezdte az Esküdt ellenségek és a Légy valódi! című televíziós sorozatokban.
2001-ben Los Angelesbe költözött. 2002-ben a Holdfényév című romantikus drámában játszotta az egyik főszerepet Dustin Hoffman, Jake Gyllenhaal és Susan Sarandon oldalán. Még ugyanebben az évben a Kapj el, ha tudsz című életrajzi drámában is kapott egy kisebb szerepet. 2003-ban szerepelt a Daredevil – A fenegyerek című szuperhősfilmben, melyben Matt Murdock (Ben Affleck) titkárnőjét, Karen Page-t alakította, de a legtöbb jelenetét törölték. A szintén 2003-as Sulihuligánok című vígjátékban is szerepelt. 2004-ben vendégszereplőként jelent meg a Jóbarátok egyik epizódjában Missy Goldbergként, majd A bűn művészete című film főszerepe következett. 
2005-ben megkapta A Grace klinika című drámasorozat főszerepét. Dr. Meredith Grey-t alakítja, aki sebészeti rezidens a seattle-i Seattle Grace Mercy West Kórházban. A sorozatban nyújtott alakításáért 2007-ben Satellite Awardot nyert, legjobb női főszereplő (drámasorozat) kategóriában. Szintén 2007-ben Golden Globe-díjra is jelölték, hasonló kategóriában.
2007. október 13-án a National Italian American Foundation kitüntette Pompeót a teljesítményéért egy washingtoni gálán.

## Magánélete
2003-ban találkozott Chris Ivery zenei producerrel egy élelmiszerboltban. Hat hónapig tartó barátság után kezdtek el randevúzni. A pár 2006. november 10-én jegyezte el egymást, majd 2007. november 9-én házasodott össze. New York polgármestere, Michael Bloomberg volt a tanú a ceremónián. Pompeo 2009. szeptember 15-én adott életet első lánygyermeküknek. 2014. október 2-án született meg a házaspár második gyermeke, béranya segítségével. Harmadik gyermekük, egy fiú is béranya által látta meg a napvilágot, 2016. december 29-én.

## Filmográfia

### Film
| Év   | Magyar cím               | Eredeti cím                      | Szerep                         | Magyar hang   |
| ---- | ------------------------ | -------------------------------- | ------------------------------ | ------------- |
| 1995 |                          | Do You Have the Time (rövidfilm) | ismeretlen szerep              |               |
| 1999 | Lányok a csúcson         | Coming Soon                      | nyugtalan lány                 |               |
| 1999 |                          | 8 ½ x 11 (rövidfilm)             | emberi erőforrások munkatársnő |               |
| 2000 |                          | Mambo Café                       | Stacie                         |               |
| 2000 |                          | In the Weeds                     | Martha                         |               |
| 2000 |                          | Eventual Wife (rövidfilm)        | Beth                           |               |
| 2002 | Holdfényév               | Moonlight Mile                   | Bertie Knox                    | Bognár Anna   |
| 2002 | Kapj el, ha tudsz        | Catch Me If You Can              | Marci                          | Haumann Petra |
| 2003 | Daredevil – A fenegyerek | Daredevil                        | Karen Page                     | Agócs Judit   |
| 2003 | Sulihuligánok            | Old School                       | Nicole                         | Létay Dóra    |
| 2003 | Magamra találva          | Undermind                        | Flynn                          |               |
| 2004 |                          | Nobody's Perfect (rövidfilm)     | Veronica                       |               |
| 2004 | A bűn művészete          | Art Heist                        | Sandra Walker                  |               |
| 2005 |                          | Life of the Party                | Phoebe Elgin                   |               |

### Televízió
| Év        | Magyar cím             | Eredeti cím                   | Szerep                       | Megjegyzések                                                                        |
| --------- | ---------------------- | ----------------------------- | ---------------------------- | ----------------------------------------------------------------------------------- |
| 1996–2000 | Esküdt ellenségek      | Law & Order                   | Jenna Weber / Laura Kendrick | 2 epizód                                                                            |
| 1999      |                        | Strangers with Candy          | Lizzie Abrams                | 1 epizód                                                                            |
| 2000      | Légy valódi!           | Get Real                      | Nina Adler                   | 1 epizód                                                                            |
| 2001      | Mrs. Klinika           | Strong Medicine               | Quincy Dunne                 | 1 epizód                                                                            |
| 2001      | A meló                 | The Job                       | Sue                          | 1 epizód                                                                            |
| 2004      | Jóbarátok              | Friends                       | Missy Goldberg               | 1 epizód                                                                            |
| 2005–     | A Grace klinika        | Grey's Anatomy                | Dr. Meredith Grey            | - főszereplő - rendező (2 epizód) és vezető producer - magyar hangja: Hámori Eszter |
| 2015      |                        | Repeat After Me               | önmaga                       | 1 epizód                                                                            |
| 2017      | Dr. Plüssi             | Doc McStuffins                | Willow (hangja)              | 1 epizód                                                                            |
| 2018–2023 | 19-es körzet           | Station 19                    | Dr. Meredith Grey            | - vendégszereplő (3 epizód) - vezető társproducer - magyar hangja: Hámori Eszter    |
| 2019      |                        | RuPaul's Drag Race: All Stars | önmaga (vendég zsűritag)     | 4. évad                                                                             |
| 2021      |                        | Martha Gets Down and Dirty    | önmaga                       | 1 epizód                                                                            |
| 2025      | Egy jó amerikai család | Good American Family          | Kristine Barnett             | - főszereplő (8 epizód) - vezető producer                                           |

## Díjak és jelölések
A Grace klinika
- Satellite Award: Legjobb szereplőgárda (televízió) (2005)
- Screen Actors Guild-díj: Legjobb szereplőgárda (drámasorozat) (2007)
- Satellite Award: Legjobb női főszereplő (drámasorozat) (2007)
- Jelölés – Teen Choice Awards: Legjobb új női szereplő (televízió) (2005)
- Jelölés – Screen Actors Guild-díj: Legjobb szereplőgárda (drámasorozat) (2006)
- Jelölés – Teen Choice Awards: Legjobb női szereplő (televízió) (2006)
- Jelölés – Golden Globe-díj: Legjobb női főszereplő (drámasorozat) (2007)
- Jelölés – Screen Actors Guild-díj: Legjobb szereplőgárda (drámasorozat) (2008)
- Jelölés – Ewwy-díj: Legjobb női szereplő (drámasorozat) (2008)
- Jelölés – Gold Derby TV-díj: Legjobb női szereplő (drámasorozat) (2009)

## Fordítás
- Ez a szócikk részben vagy egészben  az   Ellen Pompeo című angol Wikipédia-szócikk ezen változatának fordításán alapul.  Az eredeti cikk szerkesztőit annak laptörténete sorolja fel. Ez a jelzés csupán a megfogalmazás eredetét és a szerzői jogokat jelzi, nem szolgál a cikkben szereplő információk forrásmegjelöléseként.